# Грибакин, Гурий Васильевич
Гурий Васильевич Грибакин (30 марта 1906 — 8 мая 1989) — советский военачальник, генерал-майор авиации, командир дивизий в годы Великой Отечественной войны, командир авиационных корпусов.

## Биография
Гурий Васильевич Грибакин родился 30 марта 1906 года в городе Санкт-Петербурге в семье рабочего. Русский.
В Красной армии с октября 1926 года. Окончил Военно-теоретическую школу ВВС РККА в Ленинграде в 1927 году, 1-ю военную школу летчиков ВВС РККА имени Мясникова в 1929 году, Липецкую высшую летно-тактическую школу ВВС РККА в 1937 году, Высшую военную академию имени К. Е. Ворошилова в 1949 году.
После окончания 1-й военной школы летчиков в 1929 году был оставлен в ней и проходил службу на должностях младшего летчика и инструктора 1-го разраяда, командира звена. С марта 1933 года командовал отрядом в 81-й тяжелобомбардировочной авиаэскадрилье 21-й тяжелобомбардировочной авиабригады ВВС Северо-Кавказского военного округа в городе Ростов-на-Дону, с июня 1936 года временно командовал 83-й тяжелобомбардировочной авиаэскадрильей. В том же 1936 году Постановлением ЦИК СССР за успехи в учебно-боевой подrотовке и за безаварийность награждён орденом Знак Почёта.
В январе 1937 года командирован в Липецкую высшую летно-тактическую школу ВВС РККА, по окончании которой оставлен в ней на должности командира 2-й эскадрильи. В мае 1938 года майор Грибакин назначен на должность помощника командира 2-го тяжелобомбардировочного авиационного полка ВВС Ленинградского военного округа на аэродроме Сольцы.
С 1 декабря 1939 года по 13 марта 1940 года в составе 15-й авиабригады ВВС 7-й и ВВС 13-й армии Северо-Западного фронта полк принимал участие в Советско-финляндской войне. Грибакин лично совершил 49 боевых вылетов. Указом Перзидиума Верховного Совета СССР от 15 января 1940 года он награждён орденом Красного Знамени. По окончании боевых действий с марта 1940 года майор Грибакин вступил в командование 2-м скоростным бомбардировочным авиаполком.
С началом Великой Отечественной войны полк воевал в составе 2-й смешанной авиадивизии на Северном, затем Ленинградском фронтах. С сентября 1941 по июль 1942 г. майор Г. В. Грибакин находился с полком на переформировании в Приволжском военном округе при Балашовской авиашколе. В июле 1942 года подполковник Г. В. Грибакин назначен на формирование 293-й бомбардировочной авиадивизии. 18 октября дивизия в составе 1-го бомбардировочного авиакорпуса убыла на Калининский фронт в 3-ю воздушную армию и с 30 ноября вступила в боевую работу. До конца года её части произвели 411 боевых самолёта- вылетов. С января 1943 года дивизия вместе с корпусом вела боевые действия на Волховском, Севере-Западном и Воронежском фронтах. Её части принимали участие в Великолукской наступательной операции, прорыве 6локады Ленинграда (операция «Искра»), в боях против демянской группировки противника, Харьковской оборонительной операции, Курской битве. В конце июля дивизия в составе корпуса вошла в 5-ю воздушную армию Степного фронта и участвовала в Белгородско-Харьковской наступательной операции, битве за Днепр.
и расширении плацдарма на правом берегу реки Днепр, Кировоградской и Корсунь-Шевченковской наступательных операциях. За успешное выполнение заданий командования в боях при овладении городом Черкассы дивизии было присвоено почетное наименование «Черкасская».
За организованность и хорошую боевую работу, за доблесть и мужество, проявленные воинами дивизии в борьбе с немецкими захватчиками приказом НКО СССР № 017 от 5 февраля 1944 года 293-я бомбардировочная авиационная Черкасская дивизия преобразована в гвардейскую и получила наименование 8-я гвардейская бомбардировочная авиационная Черкасская дивизия.
6 июля 1944 года 2-й гвардейский бомбардировочный авиационный корпус (26 декабря 1944 года переименован в 6-й гвардейский бомбардировочный авиационный корпус) был переброшен на 1-й Украинский фронт и включён в состав 2-й воздушной армии. С 14 июля 1944 года подразделения корпуса участвовали в Львовско-Сандомирской операции, а в августе 1944 года — в Ясско-Кишинёвской операции, в ходе которой оказывали содействие войскам 2-го Украинского фронта при освобождении города Яссы. В январе — марте 1945 года корпус поддерживал действия 1-го Украинского фронта фронта в ходе Сандомирско-Силезской, Нижне-Силезской и Верхне-Силезской операций. В его составе 8-я гвардейская бомбардировочная авиационная дивизия принимала участие в освобождении южных районов Польши, Силезского промышленного района, ликвидации окружённых группировок противника под Оппельном и в Бреслау, обеспечивала форсирование наземными частями реки Одер.
На завершающем этапе войны дивизия участвовала в Берлинской операции и штурме Берлина. Боевой путь дивизии завершился 11 мая в небе Чехословакии в ходе Пражской операции. За успешное выполнение заданий командования дивизия была награждена орденом Суворова 2-й степени. Полки дивизии принимали непосредственное участие в освобождении городов Белгород, Грайворон, Кременчуг, Львов, Черкассы, Берлин, Бреслау, Кельце, Краков, Леобшютц, Ратибор, Семяновиц, Штрален.
По окончании боевых действий 14 мая 1945 года был представлен на звание Герой Советского Союза, но был награждён орденом Суворова 2-й степени.
После войны гвардии полковник Г. В. Грибакин продолжал командовать 8-й гвардейской бомбардировочной авиационной Черкасской Краснознаменной ордена Суворова 2-й степени дивизией. С февраля 1947 по март 1949 года проходил обучение в Высшей военной академии им. К. Е. Ворошилова, по её окончании назначен командиром 18-го смешанного авиакорпуса Дальневосточного военного округа. С декабря 195З года командовал 73-м бомбардировочным авиакорпусом. С декабря 1955 года исполнял должность помощника командующего ВВС Таврического военного округа. 20 июля 1956 года уволен в запас.

## Награды
Награждён двумя орденами Ленина, четырьмя орденами Красного знамени, орденами Суворова 2 степени, Кутузова 2 степени, орденом Отечественной войны 1-й степени, орденом Красной звезды, орденом Знак Почёта и медалями.